# بیلیریوبین دی گلوکورونید
بیلیریوبین دی گلوکورونید (به انگلیسی: Bilirubin diglucuronide) با فرمول شیمیایی C۴۵H۵۲N۴O۱۸ یک ترکیب شیمیایی با شناسه پاب‌کم ۵۲۸۰۸۱۷ است. که جرم مولی آن ۹۳۶٫۹۱۱ گرم بر مول می‌باشد. 